# Studia Philosophica Estonica
Studia Philosophica Estonica – recenzowane czasopismo filozoficzne wydawane przez Wydział Filozofii Uniwersytetu w Tartu. Publikuje artykuły w językach angielskim, niemieckim i estońskim. Opublikowane materiały udostępnione są nieodpłatnie poprzez Internet. Autorami pisma są badacze zarówno krajowi, jak zagraniczni. Redaktorem naczelnym jest Roomet Jakapi.